# مارتین بربریان
مارتین بربریان (به ارمنی: Մարտին Բերբերյան؛ زادهٔ ۲۲ مهٔ ۱۹۸۰) کشتی‌گیر بازنشستهٔ اهل ارمنستان است که در دسته‌های ۵۵، ۵۸ و ۶۰ کیلوگرم کشتی آزاد مردان رقابت می‌کرد. او برندهٔ مدال برنز مسابقات قهرمانی کشتی جهان در ۲۰۰۵ و قهرمان مسابقات قهرمانی کشتی اروپا در ۲۰۰۴ است. او نماینده دستهٔ ۵۸ کیلوگرم کشور ارمنستان در المپیک ۲۰۰۰ سیدنی بود که به مقام ششم رسید و در المپیک ۲۰۰۴ آتن و ۲۰۰۸ پکن هم رقابت کرد که مدالی کسب نکرد.